# John Haywood (Historiker, 1956)
John Haywood FRHistS (* 8. März 1956) ist ein britischer Historiker und Kartenautor.

## Leben und Wirken
John Haywood wurde in Nordengland geboren und wuchs dort auf. Er studierte Geschichte des Mittelalters an den Universitäten Lancaster, Cambridge und Kopenhagen. 1990 wurde er an der Lancaster University bei Paul David King mit der Arbeit Barbarian naval power in north-west Europe 12 BC to c. AD 850 zum Ph.D. promoviert.
John Haywood war Lecturer an der Lancaster University und wurde danach Mitarbeiter des US-amerikanischen Bildungsreiseunternehmens „Road Scholar“. Er schrieb bisher über zwanzig Bücher zu historischen Themen. Ein besonderes Interesse gilt der Geschichte der Kelten und der Wikinger sowie der Kartengestaltung zu diesen Themen. Seine Weltkarten werden charakterisiert als Karten, die einen Einstieg in Zeitabschnitte nach raumdimensionalen Gesichtspunkten ermöglichen. „Die Vorteile liegen … auf der Raumperspektive von Geschichte und lassen die Chronologie … teilweise in den Hintergrund treten.“ Seine Bücher und Atlanten wurden in mehrere Sprachen übersetzt, so ins Deutsche, Französische, Niederländische, Japanische, Schwedische, Spanische und ins Tschechische.
John Haywood ist Fellow der Royal Historical Society von Großbritannien.

## Schriften
- Dark age naval power. A re-assessment of Frankish and Anglo-Saxon seafaring activity. Routledge, London/New York 1991, ISBN 0-415-06374-4.
- The Penguin Historical Atlas of the Vikings. Penguin, London 1995, ISBN 0-14-051328-0.
- Ancient Civilizations of the Near East and Mediterranean. Cassell, London 1997, ISBN 0-304-34960-7.
  - deutsch: Atlas der alten Kulturen. Vorderer Orient und Mittelmeer. Übersetzt von Helmut Schareika. Theiss, Stuttgart 2005, ISBN 3-8062-1963-X.
- The Cassell Atlas of World History. Cassell, London 1998, ISBN 0-304-34845-7.
  - deutsch: Völker, Staaten und Kulturen. Übersetzt von Jobst-Christian Rojahn und Jochen Grube. Westermann, Braunschweig 1998, ISBN 3-07-509521-4.
- World Atlas of the Past. Oxford University Press, New York 1999, ISBN 0-19-521443-9.
  - deutsch: Weltgeschichtsatlas. Übersetzt von Eva Boltenhagen et al. Könemann, Köln um 1999, ISBN 3-8290-3359-1.
  - Neuauflage 2004:

Band 1: The Ancient World. Earliest Times to 1 BC. ISBN 0-19-521689-X.
Band 2: The Medieval World. AD 1 To 1492. ISBN 0-19-521690-3.
Band 3: The Age of Discovery. 1492–1815. ISBN 0-19-521691-1.
Band 4: Modern Times. 1815 to the Present. ISBN 0-19-521692-X.
- Encyclopaedia of the Viking Age. Thames & Hudson, London 2000, ISBN 0-500-01982-7.
- The Historical Atlas of the Celtic World. Thames & Hudson, London 2001, ISBN 0-500-05109-7.
  - deutsch: Die Zeit der Kelten. Ein Atlas. Übersetzt von Manfred Mothes et al. Zweitausendeins, Frankfurt am Main 2002, ISBN 3-86150-431-6.
- mit Charles Freeman, Paul Garwood, Judith Toms: Historical Atlas of the Ancient World. 4.000.000–500 BC. Metro, New York 2001, ISBN 1-58663-238-8.
- The Penguin Historical Atlas of Ancient Civilizations. Penguin, London 2005, ISBN 0-14-101448-2.
- The Great Migrations. Quercus, London 2008, ISBN 978-1-84724-543-4.
  - deutsch: Die Geschichte der Völkerwanderungen. Zwischen Pioniergeist und Flucht. Übersetzt von Birgit Herbst und Birgit Lamerz-Beckschäfer. G + J/RBA, Hamburg 2009, ISBN 978-3-86690-095-0.
- The Ancient World. A complete guide to the great civilizations from Egypt and Sumer to the Romans and the Incas. Quercus, London 2010, ISBN 978-1-84916-489-4.
  - deutsch: Grosse Kulturen. Die Ursprünge der menschlichen Zivilisation. Übersetzt von Ute Mareik. G + J/RBA, Hamburg 2010, ISBN 978-3-86690-231-2.
- The New Atlas of World History. Thames & Hudson, London 2011, ISBN 978-0-500-25185-0.
- Chronicles of the Ancient World. 3500 BC–AD 476. Quercus, London 2012, ISBN 978-1-78087-321-3 (eingeschränkte Vorschau in der Google-Buchsuche).
- Viking. The Norse Warrior’s (Unofficial) Manual. Thames & Hudson, London 2013, ISBN 978-0-500-25194-2.
  - deutsch: Wikinger. Der ultimative Karriereführer. Übersetzt von Jörg Fündling. Primus, Darmstadt 2014, ISBN 978-3-86312-064-1.

Neuauflage: Theiss, Stuttgart 2016, ISBN 978-3-8062-3415-2.
3. Auflage: Wissenschaftliche Buchgesellschaft, Darmstadt 2023, ISBN 978-3-534-27654-7.
- Timelines. The Events that Shaped History. Thames & Hudson, London 2019, ISBN 978-0-500-02257-3.
- mit Georgia Amson-Bradshaw, Takayo Akiyama (Illustrationen): So you want to be a Viking? (So you want to be). Thames & Hudson, London 2019, ISBN 978-0-500-65184-1.